# St. Wendelinus und Hubertus (Elmstein)

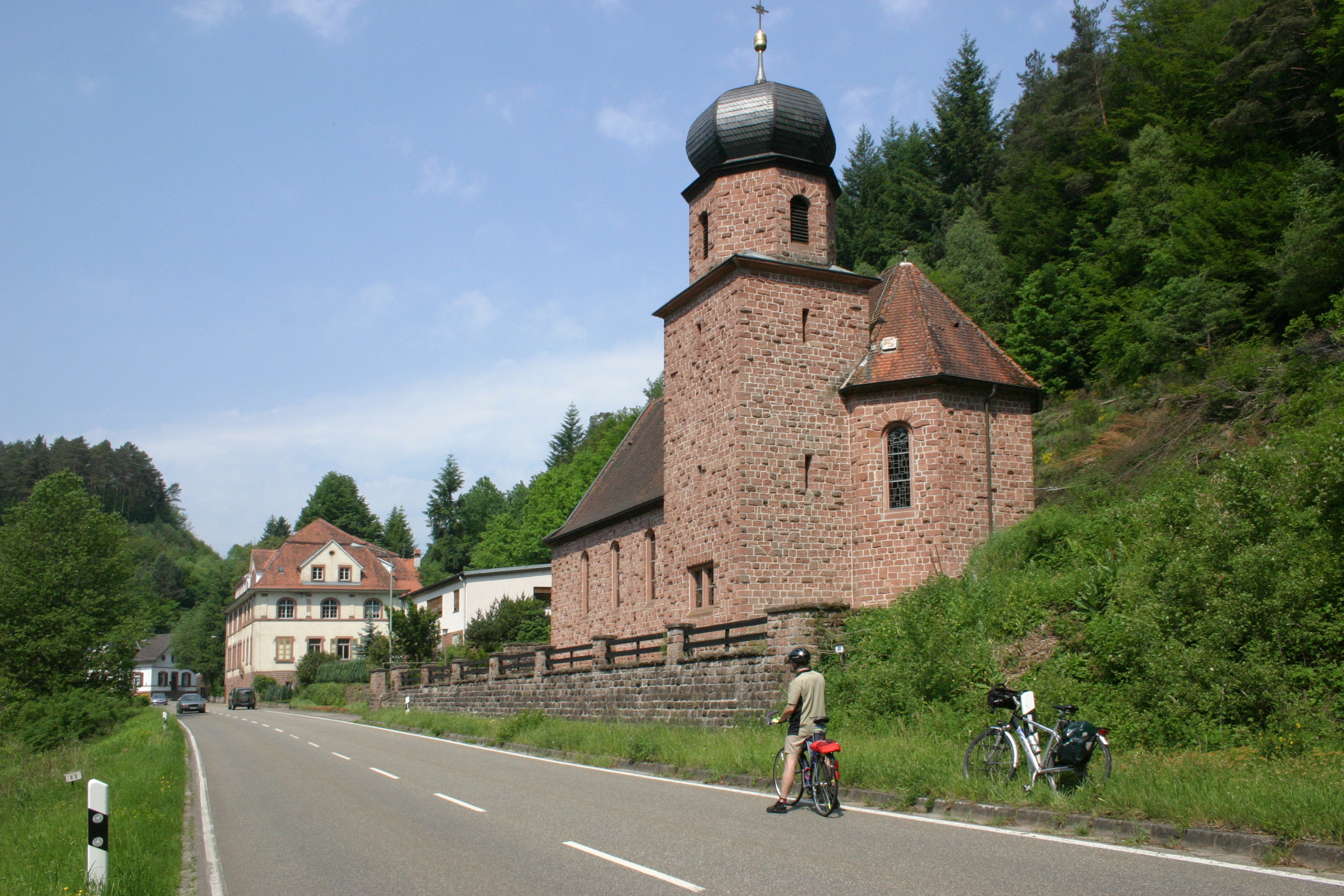
St. Wendelinus und Hubertus aus östlicher Richtung

Die Kirche St. Wendelinus und Hubertus im Elmsteiner Ortsteil Speyerbrunn ist ein 1932 errichtetes römisch-katholisches Gotteshaus.

## Lage
Das Bauwerk bildet den östlichen Siedlungsabschluss von Speyerbrunn. Es liegt an der Johanniskreuzer Straße, die mit der Landesstraße 499 identisch ist. Unmittelbar östlich von ihr befindet sich der Ritterstein 121, der auf eine einst an dieser Stelle befindliche Holzriese verweist.

## Geschichte
Die Gläubigen aus Speyerbrunn, Mückenwiese, Erlenbach und Schwarzbach mussten lange sonntäglichen Fußweg zur Mariä Heimsuchung in Elmstein. Ab 1922 feierten diese in der Kirche eigene Gottesdienste, da die Kirche an ihre Kapazitätsgrenzen gekommen war. Ab 1926 fanden diese zunächst in einem Saal des Speyerbrunner Schulhauses.
1931 begann der Mannheimer Architekt Josef Kuld mit der Planung der Kirche aus Sandstein-Mauerwerk mit Zwiebelturm; der erste Spatenstich erfolgte am 1. Oktober 1931. Im Mai 1932 vollzog der Speyerer Bischof Ludwig Sebastian die Grundsteinlegung. Die Bauausführung erfolgte durch das Elmsteiner Baugeschäft Heinrich Landbeck. Zum Ausbau sowie der Ausstattung der Kirche wurden heimische Handwerker herangezogen, darunter die Gebrüder Leidner. Am 27. November 1932 erfolgte die Weihe durch Bischof Sebastian auf die Heiligen Wendelinus und Hubertus.
Während Speyerbrunn seinerzeit zur Gemeinde Wilgartswiesen gehörte, lagen die Kirche und ihre unmittelbar benachbarten Gebäude bereits auf der Gemarkung von Elmstein.
Seit 1997 steht die Kirche unter Denkmalschutz.
Bis Ende 2015 fungierte sie als Pfarrkirche. Diesen Status behielt sie bis Ende 2015; seither stellt sie eine Filiale der in Lambrecht ansässigen Pfarrei Hl. Johannes XXIII. dar.

## Architektur
Die Kirche ist einschiffig mit einem achteckigen Chorschluss und hat einen 20 Meter hohen Zwiebelturm, dessen Helm nach einfachen, bodenständigen Vorbildern aus dem Barock gestaltet ist. Hinzu kommt eine dreiteilige Vorhalle.

## Innenausstattung
Das Gotteshaus hat 120 Sitz- und 100 Stehplätze, seine Inneneinrichtung wurde mehrfach neu gestaltet. Es verfügt eine Ubhaus/Wagner-Orgel, die 1835 errichtet wurde und ursprünglich der katholischen Kirchengemeinde Esthal gehört hatte.
Bereits zum Zeitpunkt ihrer Einweihung besaß sie zwei Glocken, die von der Kultusgemeinde Neckarhausen erworben worden war und die bis in die Gegenwart erhalten sind.

## Patrozinium
Mit dem doppelten Patrozinium wurde der besonderen Bedeutung dieser Schutzheiligen für die Region gedacht, in der die Jagd und Landwirtschaft einen hohen Stellenwert hatten. Wendelinus gilt als Schutzheiliger der Bauern, Hirten und Schäfer, Hubertus beschützte unter anderem die Jäger, Schützen und Metzger.